# 伊尼亚乌马
伊尼亚乌马是巴西米纳斯吉拉斯州的一个市镇。总面积244.349平方公里，总人口5347人，人口密度21.9人/平方公里。